# Marie-Thérèse Escribano
Marie-Thérèse Escribano  (* 19. März 1926 in Paris; † 25. September 2023 in Wien) war eine in Wien lebende Sängerin und Kabarettistin.

## Biografie
Escribano war die Tochter eines Spaniers und einer Belgierin. Sie hatte einen älteren Bruder.
Ihre Kindheit verbrachte sie in Paris und Madrid, wo sie das Real Conservatorio besuchte.
Seit 1955 lebte Marie-Thérèse Escribano in Wien, wo sie an der Akademie für Musik und Darstellende Kunst Wien (heute Universität) bei Josef Witt (Opernschule) und Erik Werba (Lied und Oratorio) studierte. Anfangs beabsichtigte sie, Opernsängerin zu werden, fühlte sich zur zeitgenössischen Musik hingezogen und wurde 1959 Mitglied im Ensemble „Die Reihe“ (gegründet von Friedrich Cerha und Kurt Schwertsik).
Neben Cerha arbeitete sie zu dieser Zeit mit den Dirigenten Lorin Maazel, Paul Sacher, Mauricio Kagel, Pierre Boulez zusammen. Escribano trat in Europa und den USA auf und interpretierte Werke von Anton Webern, Alban Berg und Arnold Schönberg. Ihre Interpretation von Schönbergs „Pierrot Lunaire“ (Tonaufnahme unter der Leitung von Cerha, ca. 1969) gilt bis heute als herausragend.
Ab Mitte der 1960er bis Mitte der 1970er Jahre sang Escribano bei „Les Menestrels“, einem Wiener Ensemble für Alte Musik. Etwa gleichzeitig begann ihr Engagement in der AUF (Aktion unabhängiger Frauen), einem Verein der österreichischen Frauenbewegung. Dort leitete sie jahrelang den Arbeitskreis Theater, in dem die Frauen gemeinsam feministische Stücke erarbeiten und mit Erfolg aufführen.
Ab 1981 trat Escribano als Solokabarettistin mit von ihr selbst verfassten Texten auf. Ihre Programme drehten sich um Themen wie Frau-Sein, Alt-Sein, Ausländer-Sein, die Arroganz der ‚Großen‘ in Politik und Kirche und kamen, wie sie selbst sagte, aus ihrer eigenen Lebenserfahrung.
Neben den Kabarettauftritten gab die Künstlerin auch Liederabende (u. a. mit sefardischen Liedern) und unterrichtete Gesang.
Im Oktober 2006 wurde Marie-Therèse Escribano das Silberne Ehrenzeichen der Stadt Wien verliehen.
Im Dezember 2007 erhielt sie für ihr Lebenswerk im Rahmen des Wiener Festivals der Klänge den Ehrenpreis der Austrian World Music Awards.
Sie starb am 25. September 2023 im Alter von 97 Jahren in Wien.

## Kabarett-Programme
- Klamauk der Erste
- Alt zu sein bedarf es wenig
- Eine Frau auf Reisen
- Divas und rote Nelken
- Foxtrott für Moritz
- Mysterienspiele
- Umso älter desto ich
- Kommt mir spanisch vor
- Single & Co.

## Diskografie (Auswahl)
- Canciones de seda verde. Spanische Volkslieder aus grüner Seide. Mit Judith Pahola, Gitarre (Extraplatte; 2005)
- Canciones Sefardies. Mit der Gruppe Limon  (Thornmusic Nr. 9991)
- Cantigas Sefardies. Mit der Gruppe Alondra
- Tango Tango. Mit Maria Frodl, Konrad Krattenthaler (Gesang, Klavier, Akkordeon, Cello, Geige)
- Lula-Lila. Schlager der 20er und 30er Jahre (Thornmusic; 1999)